# Santa María, La Huacana
Santa María är en ort i Mexiko.   Den ligger i kommunen La Huacana och delstaten Michoacán de Ocampo, i den södra delen av landet, 270 km väster om huvudstaden Mexico City. Santa María ligger 657 meter över havet och antalet invånare är 172.
Terrängen runt Santa María är huvudsakligen kuperad, men norrut är den bergig. Runt Santa María är det glesbefolkat, med 16 invånare per kvadratkilometer. Närmaste större samhälle är La Huacana, 13,9 km väster om Santa María. Trakten runt Santa María består till största delen av jordbruksmark.